# Rácsenergia
A rácsenergia az az energia, mely ahhoz kell, hogy 1 mol kristályos anyagot szabad ionokra bontsunk.

Jele: Δ∃
Mértékegysége: kJ/mol.

## Használata
Az ionos kötés erősségének jellemzésére a rácsenergiát használjuk: A rácsenergia az az energiaváltozás, amely akkor szabadul fel, ha egy mól vegyület létrehozásához szükséges mennyiségű ion kapcsolódik egymással.
A rácsenergia mértéke annál nagyobb, minél nagyobb az ion töltése és minél kisebb a mérete.

## Lásd még
- ionos kötés